# Carlos V. Puig
Carlos V. Puig (?, - Montevideo, 1985) fou un polític uruguaià pertanyent al Partit Nacional.

## Biografia
Puig fou militant de l'herrerisme en ser elegit diputat pel departament de Florida per al període 1951-1955. En el període següent va ser elegit diputat pel departament de Flores. Durant aquesta època es va destacar per interpel·lar al ministre de Ramaderia del Partit Colorado, Joaquín Aparicio.
En les eleccions de 1958 va ser elegit diputat pel departament de Lavalleja. No obstant això, en aquesta última ocasió va renunciar a la banca: el nou Consell Nacional de Govern amb majoria del Partit Nacional li va oferir el Ministeri de Ramaderia i Agricultura. Va complir aquesta funció durant tot el període, de 1959 a 1963.
En un fet inusual, durant l'any 1960 va ocupar a més, simultàniament, la titularitat del Ministeri de l'Interior, la qual cosa demostra la rellevància que tenia Puig a l'interior del govern.
Entre altres postures, es va caracteritzar per la seva oposició a la possessió d'immobles rurals per part de societats anònimes per accions al portador, al·legant que podria servir de pretext per extrangeritzar la terra. Aquesta postura seria mantinguda vehementment pel seu successor en el càrrec, Wilson Ferreira Aldunate. En les eleccions presidencials de 1962 es va postular al Consell per la llista del Herrero-Ruralisme, sense resultar electe.